# 錫內利尼科韋區
锡内利尼科韦区（羅馬化：Synelnykivskyi raion）是烏克蘭中部第聶伯羅彼得羅夫斯克州的一個區，行政中心設於錫內利尼科韋，面積为6,616.6平方公里，人口数量为202,711人（2021年估计）。

## 历史
2020年7月18日作为乌克兰行政区划改革的一部分，第聶伯羅彼得羅夫斯克州的区份数量减至7个，锡内利尼科韦区的面积显著增加。原四个区梅若瓦區、彼得羅巴甫利夫卡區、波克羅夫斯凱區、瓦西里基夫卡區，以及两个州辖市佩爾紹特拉文斯克和錫内利尼科韦合并至锡内利尼科韦区。改革前锡内利尼科韦区的面积为1,648平方公里，2020年人口数量为36,845人。

## 行政區劃
錫內利尼科韋區下劃分為19個市鎮：
- 錫內利尼科韋市鎮（乌克兰语：Синельниківська міська громада）（市級，行政中心：錫內利尼科韋）
- 佩爾紹特拉文斯克市鎮（乌克兰语：Першотравенська міська громада）（市級，行政中心：沙赫塔尔斯凯）
- 瓦西里基夫卡市鎮（乌克兰语：Васильківська селищна громада）（鎮級，行政中心：瓦西里基夫卡）
- 伊拉里奧諾韋市鎮（乌克兰语：Іларіонівська селищна громада）（鎮級，行政中心：伊拉里奧諾韋）
- 梅若瓦市鎮（乌克兰语：Межівська селищна громада）（鎮級，行政中心：梅若瓦）
- 彼得羅巴甫利夫卡市鎮（乌克兰语：Петропавлівська селищна громада）（鎮級，行政中心：彼得羅巴甫利夫卡）
- 波克羅夫斯凱市鎮（乌克兰语：Покровська селищна громада）（鎮級，行政中心：波克羅夫斯凱）
- 羅茲多雷市鎮（乌克兰语：Роздорська селищна громада）（鎮級，行政中心：罗兹多雷）
- 斯拉夫霍羅德市鎮（乌克兰语：Славгородська селищна громада）（鎮級，行政中心：斯拉夫霍羅德）
- 博希尼夫卡市鎮（乌克兰语：Брагинівська сільська громада）（村級，行政中心：博希尼夫卡）
- 大米哈伊利夫卡市鎮（乌克兰语：Великомихайлівська сільська громада）（村級，行政中心：大米哈伊利夫卡）
- 杜博維基市鎮（乌克兰语：Дубовиківська сільська громада）（村級，行政中心：杜博維基）
- 宰采韋市鎮（乌克兰语：Зайцівська сільська громада）（村級，行政中心：宰采韋（乌克兰语：Зайцеве (Синельниківський район)））
- 小米哈伊利夫卡市鎮（乌克兰语：Маломихайлівська сільська громада）（村級，行政中心：小米哈伊利夫卡）
- 米科拉伊夫卡市鎮（乌克兰语：Миколаївська сільська громада (Синельниківський район)）（村級，行政中心：米科拉伊夫卡）
- 新巴甫利夫卡市鎮（乌克兰语：Новопавлівська сільська громада）（村級，行政中心：新巴甫利夫卡（乌克兰语：Новопавлівка (Синельниківський район)））
- 拉伊夫卡市鎮（乌克兰语：Раївська сільська громада）（村級，行政中心：拉伊夫卡（乌克兰语：Раївка (Синельниківський район)））
- 斯洛維揚卡市鎮（乌克兰语：Слов'янська сільська громада）（村級，行政中心：斯洛維揚卡（乌克兰语：Слов'янка (Синельниківський район)））
- 烏克蘭斯凱市鎮（乌克兰语：Українська сільська громада）（村級，行政中心：烏克蘭斯凱）